# 钛酸镝
钛酸镝（Dy2Ti2O7）是一种无机化合物，是属于钛酸盐的陶瓷，具有烧绿石结构。
钛酸镝与钛酸钬和锡酸钬一样，是一种自旋冰材料。2009年，已观测到钛酸镝在低温高磁场下拥有类似磁单极子的准粒子。
钛酸镝（Dy2TiO5）自1995年起用作商业核反应堆的控制棒材料。